# همه‌سونگری در علم
علم همه‌سونگر (به انگلیسی: Holistic science) یا همه‌سونگری در علم (Holism in science) یا همه‌سونگری روش‌شناختی (methodological holism)، رویکردی به پژوهش است که بر مطالعه سیستم‌های پیچیده تأکید دارد. سیستم‌ها به‌عنوان مجموعه منسجمی در نظر گرفته می‌شوند که اجزای سازنده آن‌ها به بهترین وجه در زمینه و در رابطه با یکدیگر و به‌طور کلی درک می‌شوند. همه‌سونگری در مقابل فروکاست‌گرایی قرار می‌گیرد که سیستم‌ها را با تقسیم آنها به اجزای کوچک‌تر به منظور درک آنها از طریق ویژگی‌های عنصری آنها توصیف می‌کند.
دو جنبه در همه‌سونگری علمی عبارتند از:
1. روش انجام علمی، که گاهی «کل به جزء» نامیده می‌شود، که بر مشاهده نمونه در اکوسیستم خود ابتدا پیش از تجزیه برای مطالعه هر بخشی از نمونه تمرکز می‌کند.[۲]
2. این ایده که دانشمند یک ناظر منفعل از یک جهان خارجی نیست، بلکه یک شرکت‌کننده در سیستم است.